# Piet Beets
Piet Beets is een voormalige Nederlandse voetballer die tijdens zijn profloopbaan voor Alkmaar '54 en AZ '67 uitkwam.

## Spelersloopbaan
Als trefzekere aanvalsleider van Hollandia werd Beets in 1963 vastgelegd door Alkmaar '54. Hij was daarmee na Jan Visser en Wim Visser de derde Hollandiaan die aan de selectie van de Alkmaarse profclub werd toegevoegd. Op 18 mei 1964 debuteerde hij er in het eerste elftal in een met 4-1 gewonnen thuiswedstrijd tegen FC Hilversum. In het seizoen 1965/66 wist Beets zich pas verzekerd van een vaste basisplek. Dat seizoen groeide hij met 19 doelpunten uit topscorer van de Eerste divisie. Na de fusie tussen Alkmaar '54 en FC Zaanstreek in 1967 kwam de spits nog een seizoen uit voor de nieuwe fusieclub AZ '67. Daarna keerde hij terug naar de amateurs van Hollandia.

### Profstatistieken
| Seizoen | Club        | Land      | Competitie       | Duels | Goals |
| ------- | ----------- | --------- | ---------------- | ----- | ----- |
| 1963/64 | Alkmaar '54 | Nederland | Tweede divisie A | 1     | 0     |
| 1964/65 | Alkmaar '54 | Nederland | Eerste divisie   | 8     | 0     |
| 1965/66 | Alkmaar '54 | Nederland | Eerste divisie   | 26    | 19    |
| 1966/67 | Alkmaar '54 | Nederland | Eerste divisie   | 23    | 7     |
| 1967/68 | AZ '67      | Nederland | Eerste divisie   | 26    | 11    |
| Totaal  | Totaal      | Totaal    | Totaal           | 84    | 37    |